# Susanna Kallur
Susanna Elisabeth Kallur (ur. 16 lutego 1981 w Nowym Jorku) – szwedzka lekkoatletka, specjalistka od krótkich biegów płotkarskich.
Susanna Kallur to córka Andersa Kallura, szwedzkiego hokeisty grającego w zespole New York Islanders. Jej siostra – bliźniaczka Jenny Kallur (starsza o kilka minut) również jest utytułowaną płotkarką. Susanna Kallur jest wielokrotną mistrzynią Szwecji w biegu na 100 metrów przez płotki, zdobyła również złote medale mistrzostw kraju na płaskich dystansach (60 i 100 metrów).
10 lutego 2008 w Karlsruhe ustanowiła halowy rekord świata w biegu na 60 metrów przez płotki, osiągając czas 7,68 s.
W styczniu 2013 poinformowała, że spodziewa się dziecka i planuje powrót do lekkoatletyki na początku 2014 roku. Podczas rozgrywanych w Amsterdamie (2016) mistrzostw Europy zawodniczka dotarła do półfinału biegu na 100 metrów przez płotki, natomiast w 2017 zajęła ósme miejsce w biegu na 60 metrów przez płotki podczas halowych mistrzostwach Europy w Belgradzie.

## Największe osiągnięcia
- halowe mistrzostwa świata (60 m przez płotki): 2003 – 7. miejsce, 2004 – 5. miejsce, 2006 – 3. miejsce
- halowe mistrzostwa Europy (60 m przez płotki): 2005 – 1. miejsce (2. miejsce zajęła jej siostra Jenny), 2007 – 1. miejsce
- mistrzostwa Europy (100 m przez płotki): 2002 – 7. miejsce; 2006 – 1. miejsce
- mistrzostwa świata (100 m przez płotki): 2007 – 4. miejsce

## Rekordy życiowe
- Bieg na 100 metrów przez płotki – 12,49 (2007)
- Bieg na 60 metrów przez płotki – 7,68 (2008) były rekord świata i Europy, rekord Szwecji, 4. wynik w historii światowej lekkoatletyki